# Shulem Moskovitz
Shulem Moskovitz sau Shalom Moskovitz (Șalom Moscovici)(n. 23 noiembrie 1877, Vîbranivka, Raionul Strîi, Liov, Regiunea Liov, Ucraina – d. 14 ianuarie 1958, Londra, Anglia, Regatul Unit) a fost un rabin bucovinean, șef spiritual  (admor) al dinastiei hasidice Shotz (Șoț sau Suceava), cunoscut de aceea ca „Șoțer Rebbe” sau Șoțer-London („Rabinul din Suceava” sau „din Suceava-Londra”). A activat în timpul administrației austriece și apoi ale celei române .În 1927 s-a stabilit în Anglia.

## Biografie
S-a născut in 1877 la Vîbranivka, în zona Strîi din provincia Liov (Lemberg) din Galiția de est, (Regatul Galiției și Lodomeriei, posesiune a Coroanei Austriece în Imperiul Austro-Ungar) ca fiu al rabinului Mordehai Yosef Moshe Moșkovitz din Sulița și a lui Tzipora Feiga, născută Rubin. Tatăl său a slujit la Sulița și Botoșani.
El a fost descendent direct al rabinului Yehiel Michel din Zlociov și strănepot al rabinului Michel din Premishlan. Numele Shalom l-a primit în memoria străbunicului mamei sale, Sar Shalom Rokah din Belz. 
A studiat la o ieșivă din Suceava , apoi a plecat să învețe la renumitul Maharsham (Rabinul Shalom Shvadron) din Berjan (Berejanî) pentru a aprofunda legea iudaică halaha și a primi de la acesta autorizația de rabin (Smihá). Rabinul Moscowitz s-a căsătorit cu Shlomtza, verișoara sa primară. fiica fratelui tatălui său, rabiul Meir Moskovitz și a primei soții a acestuia, Dina. El a slujit ca rabin hasidic al Sucevei între anii 1902-1927. A fost un admirator al rabinului Issashar Dov Rokah din Belza si al fiului acesta, Aharon.
Moskovitz a scris mai multe volume de comentarii numite Daat Shalom, aranjate dupa ordinea din textul ebraic medieval Perek Shira. El era considerat erudit în Talmud și Kabala și stilul sau de viață era pios și simplu. 
După ce a condus un grup de hasidim la Köln în Germania, în 1927 a sosit la Londra, unde a slujit vreme de treizeci de ani comunitatea hasidică, pe atunci restrânsă, mai întâi în cartierul East End iar după al Doilea Război Mondial în cartierul Stamford Hill. El a fondat acolo o școală talmudică - Beit Midrash - afiliat la Union of Orthodox Hebrew Congregations.
Rabinul Moshkovitz a murit în  1958 la Londra.
A fost înhumat la cimitirul evreiesc „Adath Israel” din Enfield.

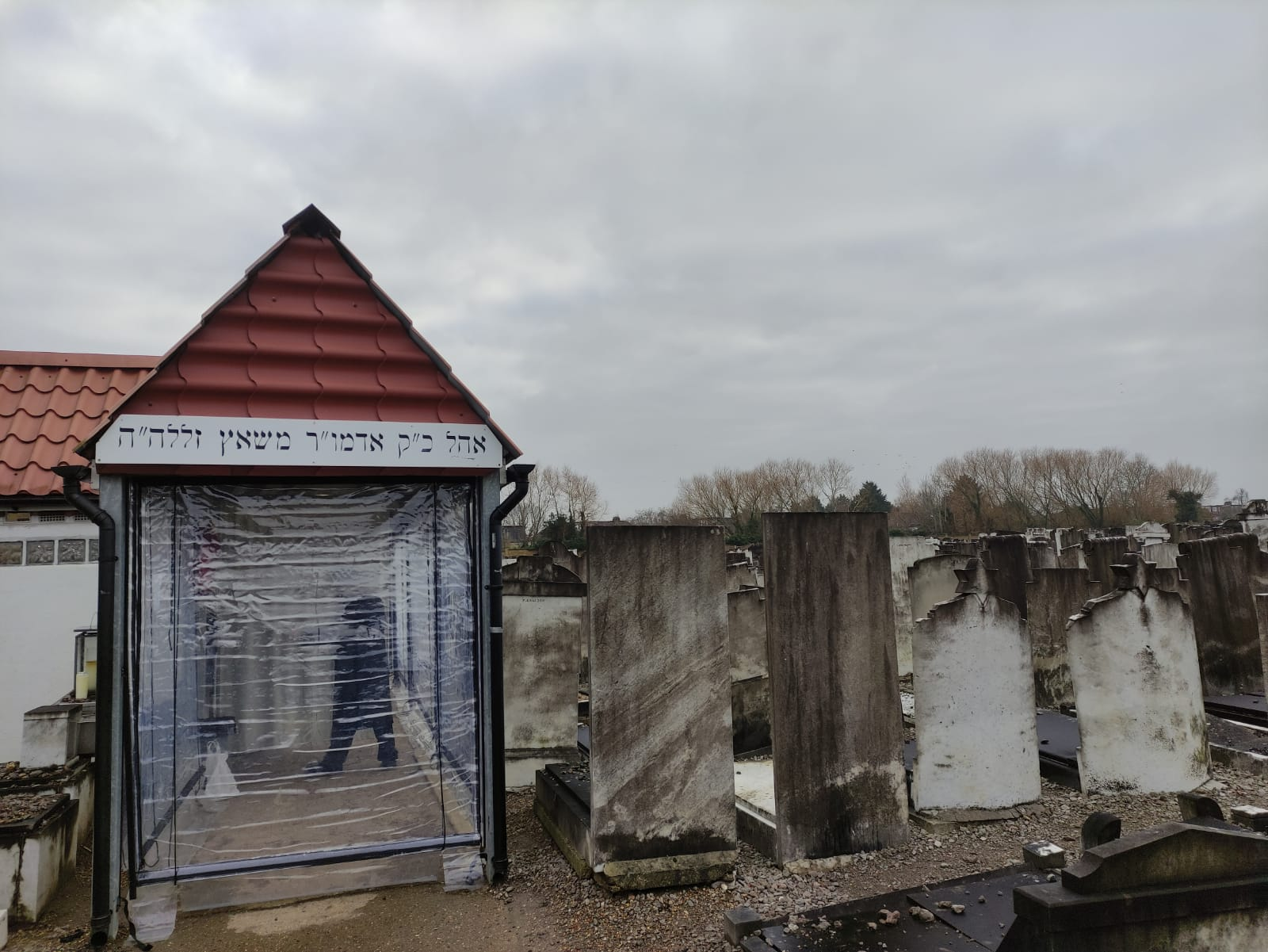
Cortul cavoului Admorului din Suceava la Cimitirul Adath Israel din Enfield, Greater London

### Testamentul
Rabinul Moskovitz a lăsat cu limbă de moarte o făgăduință (înscrisă cu litere de tipar în limbile ebraică, idiș și engleză în Cortul Cavoului său funerar) ca va pune o vorba bună la străbunii săi pentru oricine aflat în nevoie care va urca la mormântul său, va aprinde trei lumânări pentru sufletul său, și va face un pas de îndreptare spre păstrarea poruncilor credinței sau în învățarea Talmudului. De asemenea a cerut să nu se înscrie pe piatra sa funerară laude nemăsurate și să nu i se atribuie titlul de tzadik (om drept)

### Viața privată
Fiii și ginerii săi :
- rabinul Itzhak Moskovitz, ginerele rabinului Leibuș Mordehai din hasidismul Sienawa,  a murit inaintea celui de al Doilea Razboi Mondial. Văduva și copii săi au pierit în Holocaustul evreilor din Polonia.
- rabinul Yaakov Moskovitz, ginerele rabinului Yosef Dov Segal, a murit în timpul vieții tatălui său. Învățăturile sale au fost publicate în cartea „Sheerit Yaakov” (Rămășița lui Yaakov)
- rabinul Yehiel Michel Moskovitz, ginerele rabinului Eliezer Horovitz din Melitz (Mielic) , a murit încă în timpul vieții tatălui său

Și invățăturile sale au fost publicate în cartea Sheerit Yaakov.. 
Gineri:
- ginerele și cumnatul și vărul său, rabinul Yoel Moskovitz (1907 n.Suceava - d.1983) din Shotz-Montreal (Suceava-Montréal)
- rabinul Yaakov Halberstamm, rabinul din Ciakava
- Issashar Ber Rothenberg , din hasidismul Vadislav (Apta)

Între urmașii săi se mai numără David Moskovitz, rabinul hasidimilor Shotz din Ashdod în Israel, Alter Yehiel Michel  Moskovitz, rabinul hasidimilor Shotz-Drobich  (Suceava-Drohobîci) din Brooklyn și Beit Shemesh și nepotul său,rabinul Naftali Asher Yeshayahu Moskowitz, numit Melitzer rebbe, admorul hasidimilor Melitz (numele in limba idiș al localității Mielec din Polonia), care trăiesc la Ashdod.

## Scrieri
- comentarii inclusiv un comentariu despre Maimonide (Rambam) și despre Shulhan Arukh, adunate în volumul Daat Shalom - (Părerea lui Shalom)

ordonat după textul ebraic medieval „Perek Shirá” (Capitol de cântare) 
- Or Ganuz -(Lumină tăinuită) despre Tora și sărbători
- Shabat Shalom"